# Josias Philip Hoffman
Josias Philip "Sias" Hoffman (Stellenbosch, 31 december 1807 - Wepener, 13 oktober 1879) was de eerste staatspresident van de Oranje Vrijstaat.

## Loopbaan
Hoffman werd geboren te Stellenbosch in de Kaapkolonie en vestigde zich in 1840 in de Transoranje, dat op 1848 werd uitgeroepen tot de Britse Oranjeriviersoevereiniteit. Hoffman had hier oorspronkelijk vrede mee, maar veranderde later van gedachte en onder zijn voorzitterschap werd de Conventie van Bloemfontein getekend die de Oranje Vrijstaat onafhankelijk verklaarde. In september 1854 werd hij als eerste president ingehuldigd.
Hoffman was slechts voor enkele maanden president van de Vrijstaat vanwege een politiek incident, waarbij hij als vriendschappelijk gebaar een vat buskruit schonk aan de koning van de Basotho, Moshoeshoe I. Men vond dit een zeer onverstandig besluit vanwege de vijandigheden tussen de Boeren en de Basotho, en het feit dat Hoffman het probeerde te verbergen voor de Volksraad (het parlement van de Vrijstaat) maakte de situatie er niet beter op. Hoffman werd door de Volksraad gedwongen om af te treden en werd opgevolgd door waarnemend staatspresident Jacobus Johannes Venter.
Hij stierf op zijn boerderij Slootkraal in het district Wepener in 1879.